# William Woodall
William Woodall (Shrewsbury 15 mars 1832 - Llandudno 8 avril 1901), est un homme politique libéral britannique, philanthrope et partisan du suffrage féminin.

## Biographie
Il est le fils aîné de William Woodall, de Shrewsbury, et de son épouse Martha Basson. Il fait ses études aux Crescent Congregational Schools, Liverpool. Il suit ensuite une formation d'ingénieur gazier aux travaux de la Liverpool Gas Company. En 1857, il est devenu directeur de l'usine à gaz de la Burslem and Tunstall Gas Company.
Il épouse Evelyn, fille du fabricant de porcelaine de Burslem James Macintyre, en 1862. Ils vivent à Longport dans les années 1860, où Woodall est professeur d'école du dimanche. Woodall est ensuite mis dans un partenariat commercial par son beau-père, qui exploite une usine de porcelaine au Washington Works à Burslem. Woodall est devenu un associé principal dans l'entreprise, après la mort de James Macintyre en décembre 1868. William et sa femme Evelyn n'ont pas d'enfants. Evelyn est décédée en 1870, deux ans seulement après la mort de son père.
Outre ses débuts dans le monde des affaires à Burslem, il est également président de la commission scolaire de Burslem de 1868 à 1880; Secrétaire du comité de l' Institut Wedgwood pendant la période de sa construction et de son ouverture; et président de la North Staffordshire Society for Promotion of the Welfare of the Deaf and Dumb.
En 1880, Woodall est entré au Parlement en tant que député de Stoke-upon-Trent, un siège qu'il occupe jusqu'en 1885. Il représente ensuite Hanley à Stoke-on-Trent, jusqu'en 1900. Il est membre de la Commission royale sur l'enseignement technique de 1881 à 1884. Il est arpenteur général de l'Ordnance sous William Ewart Gladstone en 1886 et Secrétaire financier au ministère de la Guerre sous Gladstone puis Lord Rosebery de 1892 à 1895. Il est membre de la Commission royale d'enquête sur les soins des aveugles et des sourds-muets de 1886 à 1889, membre de la Commission royale d'enquête sur l'instruction technique et rédige le rapport du Comité spécial sur les actes de bénévolat (1894). Cependant, il est surtout connu comme un partisan du suffrage féminin à la Chambre des communes. Woodall est devenu chef du parti du suffrage féminin à la Chambre des communes en 1884 et a présenté plusieurs fois sans succès des projets de loi pour l'introduction du suffrage féminin. Il est également un fervent partisan de l'Irish Home Rule.
Les avis de décès indiquent également qu'il a été juge de paix pour le Staffordshire et qu'il est à un moment donné l'huissier en chef de Burslem. Woodall est devenu le président de la Sneyd Colliery Company dans le North Staffordshire, l'une des plus anciennes mines de charbon du Royaume-Uni, dont il est propriétaire. Un de ses passe-temps est la collecte et l'appréciation d'images à l'huile et à l'aquarelle et de poteries continentales. Il est également un grand voyageur et est l'un des premiers à entrer à Paris après le siège de Paris (1870-1871), qui est enregistré dans son livre Paris After Two Sieges (1872). Il utilise son influence en tant que député pour demander à des personnalités pour donner des conférences au Wedgwood Memorial Institute de Burslem.
Woodall est décédé à Llandudno, dans le nord du Pays de Galles.

## Écrits
- Paris après deux sièges: notes de visites pendant l'armistice et immédiatement après (Tinsley Bros., 1872).